# Aéroport international de la région de Murcie
L’aéroport international de la région de Murcie est un aéroport construit dans la municipalité de Murcie (Espagne), dont les travaux ont débuté en juillet 2008 et qui devait être opérationnel avant la fin de l'année 2013. Il a été révélé que l'aéroport a été construit dans une zone d'exclusion aérienne et par conséquent des avions civils ne seraient pas en mesure d'atteindre l'aéroport.
Mis en avant par le gouvernement régional, il sera géré par un consortium privé de sept sociétés, dirigé par Sacyr Concesiones. Il est situé entre les villages de Corvera, Los Martínez del Puerto et Valladolises au sein de la municipalité de Murcie et dispose d'un accès direct à l'A-30 entre Murcie et Carthagène.

## Aperçu
L'aéroport est situé entre Murcie et Carthagène. Son développement a été proposé en vue de remplacer l'actuel aéroport Murcie–San Javier – dont l'usage est aussi militaire. Des préoccupations ont été exprimées au sujet de l'aéroport étant limité par une zone d'exclusion aérienne. Un rapport de La Verdad de la semaine du 13 décembre 2015 suggère que Corvera "ouvrira en 2017", a affirmé le Ministre de l'Emploi, de l'Économie et du Tourisme sur la radio espagnole Cadena Ser.
En juin 2016, un nouveau président du gouvernement murcien est arrivé au pouvoir et a dit qu'il ne pouvait pas mettre une date pour l'ouverture de l'aéroport.
En avril 2018, il a été confirmé que l'aéroport sera finalement ouvert en janvier 2019.

## Situation
| \| 100 km1:11 216 000 \| Alicante Almería Andorre Badajoz Barcelone Bilbao Burgos León Castellón · de la Plana Ceuta Gérone Grenade Ibiza Jerez La Corogne Lleida Logroño Madrid Málaga Melilla Minorque Murcie Oviédo Palma de · Majorque Pampelune Reus Sabadell Saint-Jacques Saint-Sébastien Salamanque Santander Saragosse Séville Valence Valladolid Vigo Vitoria |
| 100 km1:11 216 000 |

| 100 km1:11 216 000 |

## Installations
L'aéroport est ouvert toute l'année de 7h30 à 22h30 du lundi au vendredi et de 8h30 à 22h30 les week-ends et jours fériés.

### Aérodrome
Il dispose d'une piste de 3 km de long et de 45 m de large et d'un terminal passagers de 28 500 m2. Le terminal est équipé de 9 portes d'embarquement, de 25 comptoirs d'enregistrement et de 4 tapis de récupération des bagages. Il a une capacité de 3 millions de passagers par an, soit 23 000 mouvements.
La piste est dotée d'une voie de départ rapide et de 4 zones d'attente. Il est équipé d'instruments de précision ILS CAT I et d'instruments de non-précision (DVOR/DME). La catégorie OACI de service de sauvetage et de lutte contre l'incendie est de niveau 7.
Le plus gros avion qui peut être accueilli à l'aéroport est un Boeing 747-400.

### Terminal
Le terminal dispose de 24 comptoirs d'enregistrement et de 9 portes d'embarquement. En outre, la salle de récupération des bagages dispose de trois tapis roulants. En ce qui concerne les autres services, il existe actuellement une cafétéria et une boutique de magazines dans le hall principal, ainsi qu'une zone hors taxes, une autre boutique de magazines, une boutique de cadeaux, une boutique de vêtements, une boutique de produits typiques, un restaurant rapide et deux cafétérias dans la zone d'embarquement.

### Navigation aérienne
L'aéroport dispose d'une tour de contrôle située au nord-est du terminal. Le service de contrôle aérien de l'aéroport est assuré par Ferronats, une société dans laquelle Ferrovial et NATS, le fournisseur de services de navigation aérienne du Royaume-Uni, ont une participation. Le 27 avril 2018, Aena a attribué le contrat à cette société, qui prendra fin en 2026.
Le contrôle des terminaux et des approches est effectué depuis la base aérienne de San Javier, car toute la région de Murcie est couverte par l'espace aérien militaire.

## Compagnies aériennes et destinations
Il a été initialement confirmé que toutes les opérations de l'aéroport de San Javier seraient transférées à l'aéroport de Corvera dès l'ouverture de ce dernier le 15 janvier 2019. Parmi les compagnies aériennes opérant à San Javier, EasyJet, Jet 2, Ryanair, TUI, Norwegian et SmartWings ont confirmé qu'elles transféreraient leurs vols,,.
Cependant, toutes les opérations n'ont pas été déplacées. Jet 2 a cessé ses vols vers Edimbourg et Newcastle, tandis que Ryanair a annulé ses vols vers Eindhoven et Francfort. Pour sa part, British Airways a cessé de voler vers Londres-Heathrow après un seul été de service et Aer Lingus a fait de même avec la liaison vers Dublin, mettant fin à sa présence dans la région de Murcie.
Pour la saison d'hiver 2019-2020, Ryanair cessera de voler vers les East Midlands et Londres-Luton, ce qui rendra les deux liaisons saisonnières.
D'autre part, deux nouvelles lignes ont été établies qui n'étaient pas exploitées auparavant à San Javier. L'une d'entre elles est les Asturies, exploitée par Volotea, une compagnie aérienne qui étudie les liaisons avec la Galice, la Cantabrie, les Baléares et les Canaries. Et Palma de Majorque, exploitée par Ryanair. Jet 2 assurera à partir de 2020 des vols vers Londres-Stansted et Birmingham, deux lignes également exploitées par Ryanair.
Pour sa part, Vueling assurera une ligne avec Barcelone à partir du printemps 2020.
D'autres compagnies aériennes assureront également des vols pour les voyageurs, notamment Ryanair à Varsovie. L'aéroport reçoit également de nombreux vols charters, par exemple de la part d'équipes de football européennes qui viennent organiser des rassemblements dans la Pinatar Arena. Les destinations de ces vols sont notamment Berlin, Châlons-en-Champagne, Lille et Madère.
En outre, des compagnies aériennes telles qu'Iberia Express ont manifesté leur intérêt pour opérer à partir du nouvel aéroport. L'objectif est de rétablir la connexion avec Madrid par Iberia Express ou Air Nostrum,. Un itinéraire vers le Maroc est également en cours de négociation pour cette année, ainsi que des itinéraires vers les capitales européennes, et un itinéraire vers l'Équateur est même prévu.

### Tableau
| Compagnies            | Destinations |
| --------------------- | --- |
| Air Arabia Maroc      | Casablanca-Mohammed-V, Oujda-Les Angades |
| Binter Canarias       | Las Palmas/Gran Canaria |
| easyJet               | Londres-Gatwick En saison: Bristol, Londres-Luton, Manchester                                                                                            |
| Norwegian Air Shuttle | En saison : Bergen, Oslo-Gardermoen |
| Ryanair               | Birmingham, Londres-Stansted, Manchester En saison : - Bournemouth, - Dublin, - East Midlands, - Glasgow Prestwick, - Londres-Luton, - Palma de Majorque |
| TUI fly Belgium       | En saison: Anvers, Charleroi Bruxelles-Sud, Ostende-Bruges                                                                                               |
| Volotea               | En saison : Minorque-Mahón, Oviédo-Asturies, Santander-S. Ballesteros                                                                                    |

Édité le 11/11/2020  Actualisé le 1/05/2023

## Statistiques
Pour des raisons techniques, il est temporairement impossible d'afficher le graphique qui aurait dû être présenté ici.

Voir la requête brute et les sources sur Wikidata.